# کیا (رود)
کیا (به لاتین: Kiya) یک رود در روسیه است که در استان کمروو واقع شده‌است.